# Драгановци (област Велико Търново)
 Тази статия е за селото в област Велико Търново.  За селото в област Габрово вижте Драгановци (област Габрово).  
Драгановци е село в Северна България. То се намира в община Елена, област Велико Търново.

## География
Село Драгановци се намира в планински район.